# Präsidentschaftswahl in den Vereinigten Staaten 1956
Die 43. Wahl des Präsidenten der Vereinigten Staaten fand am 6. November 1956 statt. Der amtierende Präsident Dwight D. Eisenhower gewann überlegen gegen seinen Herausforderer Adlai Stevenson II.

## Kandidaten

### Republikaner

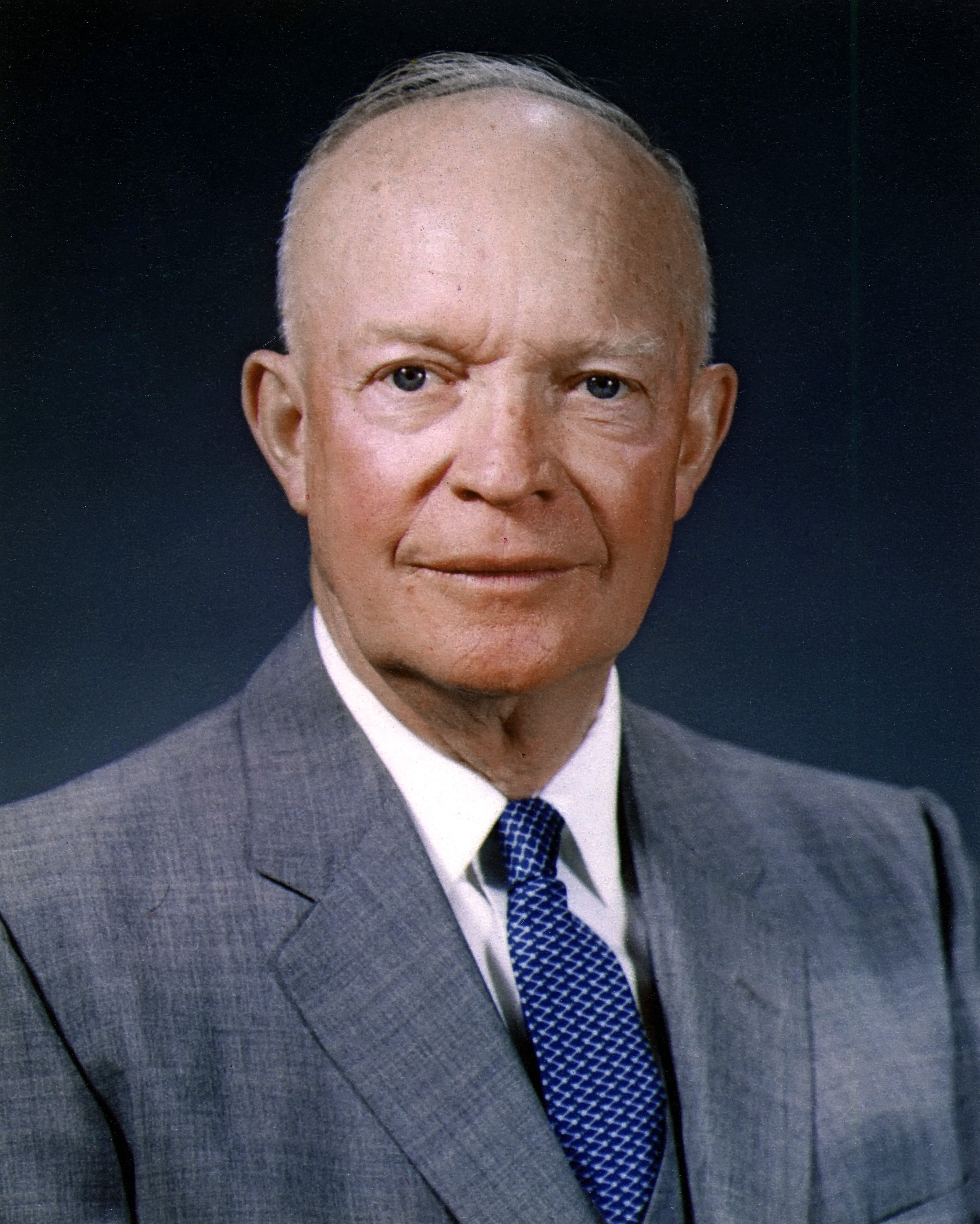
Dwight D. Eisenhower

Als Amtsinhaber wurde Eisenhower ohne Probleme von den Republikanern nominiert. Sein Vizepräsident blieb Richard Nixon, wenngleich dies parteiintern umstritten war.

### Demokraten

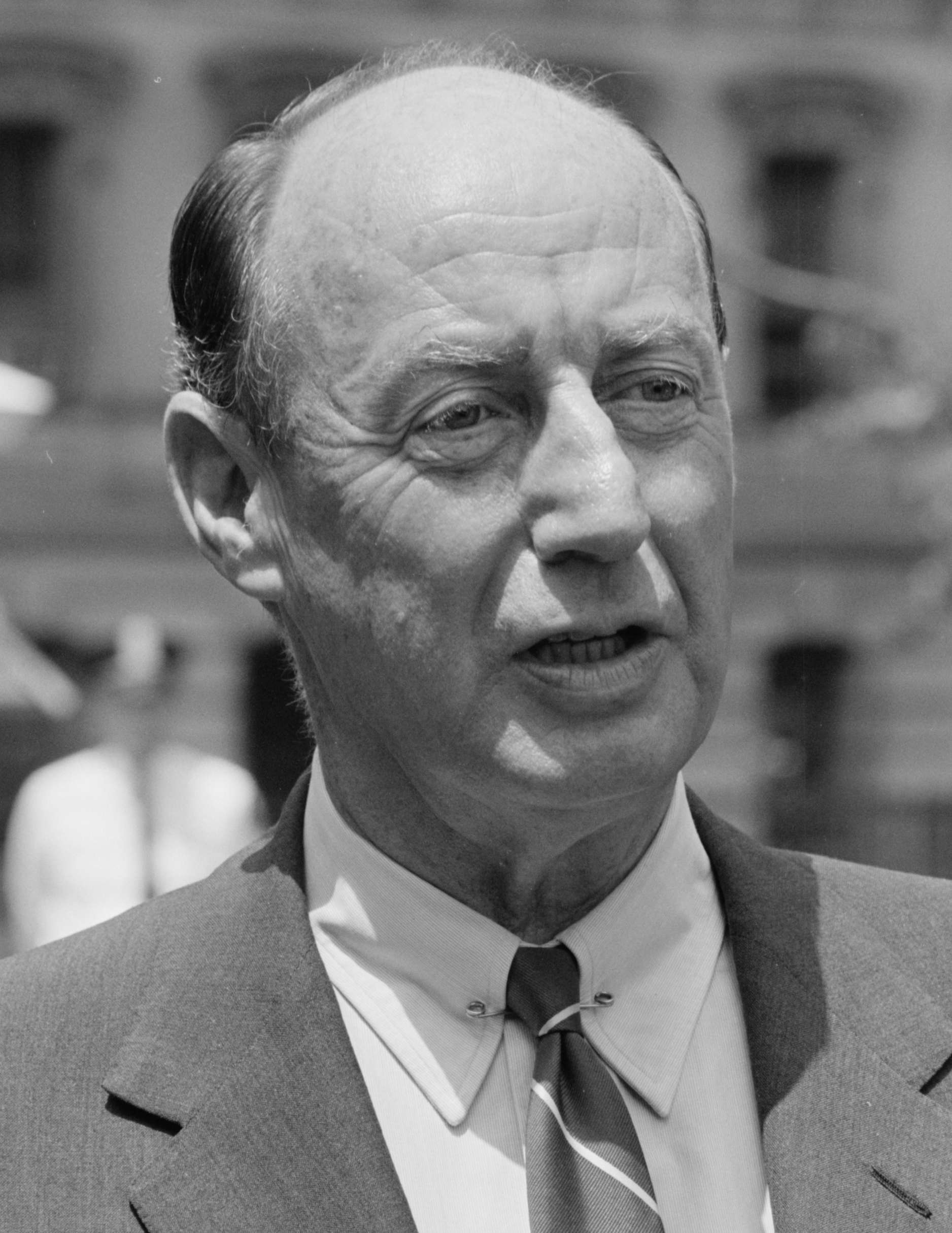
Adlai Stevenson

Stevenson, der schon 1952 gegen Eisenhower verloren hatte, musste sich diesmal aktiv um die demokratische Nominierung bemühen (1952 war er von der Partei in die Pflicht genommen worden) und konnte sich erst nach einigen Rückschlägen gegen Senator Estes Kefauver durchsetzen. Er bestimmte seinen Running mate nicht selbst, sondern ließ ihn durch den Parteitag wählen. Dabei gewann Kefauver knapp vor Senator John F. Kennedy, dessen unerwartet starkes Abschneiden aber als eigentliche Überraschung des Parteitages galt.

## Resultat
| Kandidat             | Partei | Partei          | Stimmen    | Stimmen | Wahlmänner |
| Kandidat             | Partei | Partei          | Anzahl     | Prozent | Wahlmänner |
| -------------------- | ------ | --------------- | ---------- | ------- | ---------- |
| Dwight D. Eisenhower |        | Republikaner    | 35 579 180 | 57,37 % | 457        |
| Adlai Stevenson      |        | Demokrat        | 26 028 028 | 41,97 % | 73         |
| Walter Burgwyn Jones |        | Demokrat        |            | 0 %     | 1          |
| T. Coleman Andrews   |        | States’ Rights  |            | 0,17 %  | —          |
| Eric Hass            |        | Socialist Labor |            | 0,07 %  | —          |

Eisenhower gewann die Wahl mit 35.579.180 Stimmen (57,4 %) weit vor Stevensons 26.028.028 (42,0 %). Bei den Wahlmännern sah es noch deutlicher aus, Eisenhower hatte 457, Stevenson nur 73. 266 Stimmen waren für die Wahl zum Präsidenten notwendig.